# Glycifohia
Glycifohia is een geslacht van zangvogels uit de familie honingeters (Meliphagidae).

## Soorten
Het geslacht kent de volgende soorten:
- Glycifohia notabilis – Witbuikhoningeter
- Glycifohia undulata – Gebandeerde honingeter